# Jan Goślubski
Jan Goślubski herbu Sulima (zm. 22 lipca 1500 roku) – oficjał gnieźnieński w latach 1484–1500, prepozyt gnieźnieński w latach 1483–1500, archidiakon pomorski w kapitule włocławskiej w latach 1478–1483, archidiakon poznański w latach 1468–1493, kanonik gnieźnieńskiej kapituły katedralnej w latach 1482–1492 i w 1489 roku, kanonik łęczycki w latach 1462–1468, kanonik poznański w 1478 roku, doktor prawa kanonicznego.
Syn Jana z Goślubia.
W 1451 roku wpisał się na Uniwersytet Krakowski. 6 października 1460 roku uzyskał tytuł doktora prawa kanonicznego na Uniwersytecie Bolońskim. Wysłany w 1478 roku od króla Kazimierza IV Jagiellończyka do papieża.